# ThyssenKrupp
ThyssenKrupp je německá akciová společnost a největší německý ocelářský a technologický podnik. Tento koncern se sídlem v městech Duisburg a Essen vznikl v roce 1999 sloučením podniků Friedrich Krupp AG Hoesch-Krupp a Thyssen AG.